# 千葉県立八街高等学校
千葉県立八街高等学校（ちばけんりつ やちまたこうとうがっこう）は、千葉県八街市八街ろに所在する公立の高等学校。略称は「八高」（やちこう）。

## 設置学科
- 総合学科
  - 人文系列
  - 自然系列
  - 情報系列
  - 商業系列
  - 生活系列

## 沿革
- 1946年4月1日 - 八街町立八街高等女学校設立認可。
  - 5月12日 - 八街町立八街高等女学校開校式。
- 1949年4月1日 - 八街町立八街高等学校となる。
- 1950年4月1日 - 県立に移管され千葉県立佐倉第二高等学校八街校舎となる。  
  - 6月1日 - 定時制課程普通科（夜間）設置（1学級募集）。
- 1955年4月1日 - 通常課程商業科設置（1学級募集）。
- 1958年4月1日 - 千葉県立八街高等学校として独立。  
  - 6月14日 - 独立に伴い校旗、校歌制定。
- 1977年10月11日 - 新校舎に移転。
- 1996年11月12日 - 創立50周年記念式典挙行。
- 1997年4月1日 - 全日制課程商業科および普通科の募集中止。 全日制課程総合学科6学級募集。
- 1998年3月25日 - 総合学科棟完成。
- 2002年4月1日 - 情報ビジネス科・国際経済科募集停止。総合学科7学級募集。
- 2003年4月1日 - 新校訓「探求・発見・創造」を制定。
- 2016年11月19日 - 創立70周年記念式典挙行。

## 交通
- 東日本旅客鉄道総武本線：榎戸駅徒歩17分